# William Matthew Merrick
William Matthew Merrick (ur. 1 września 1818, zm. 4 lutego 1889 w Waszyngtonie) – amerykański polityk i prawnik związany z Partią Demokratyczną. W latach 1871–1873 przez jedną kadencję Kongresu Stanów Zjednoczonych był przedstawicielem piątego okręgu wyborczego w stanie Maryland w Izbie Reprezentantów Stanów Zjednoczonych.
Jego ojciec, William Duhurst Merrick, reprezentował stan Maryland w Senacie Stanów Zjednoczonych.